# Vavilonski astronomski dnevnici
Vavilonski astronomski dnevnici su skupovi vavilonskih tekstova na klinastom pismu koji sadrže sistematične beleške astronomskih posmatranja, političkih dešavanja i predviđanja zasnovana na astronomskim posmatranjima. Sadrže i druge informacije, kao što su cene namirnica, trgovinskih dobara i meteorološke izveštaje.
Trenutno se čuvaju u Britanskom muzeju.
Pretpostavlja se da su dnevnici korišćeni kao izvor za vavilonske hronike, tablice velikih istorijskih događaja u Vavilonu.

## Istorija
Vavilonci su bili prvi koji su uvideli da su astronomski fenomeni periodični i koji su primenili matematiku u svojim predviđanjima. Najstariji poznati astronomski tekst je Tablica 63 iz Enuma anu enlil kolekcije, poznat kao tablica Venere Ami-Saduke, u kome je beležen izlazak Venere u toku 21 godine. Tablica predstavlja najraniji istorijski izvor shvatanja planetarnih fenomena kao periodičnih dešavanja.